# Stelletta mediterranea
Stelletta mediterranea är en svampdjursart som först beskrevs av Topsent 1893.  Stelletta mediterranea ingår i släktet Stelletta och familjen Ancorinidae. Inga underarter finns listade i Catalogue of Life.